# Víctor Meléndez Campos
Víctor Arturo Meléndez Campos (Lima, 2 de octubre de 1937) fue un político peruano. Fue miembro del Congreso Constituyente Democrático que elaboró y promulgó la Constitución Política de 1993.
Nació en Lima, Perú, el 2 de octubre de 1937, hijo de Víctor Manuel Meléndez Macchiavelo y Consuelo Campos Murrugarra. Cursó sus estudios primarios y secundarios en el Colegio Seminario San Carlos y San Marcelo de la ciudad de Trujillo. No cursó estudios superiores.
Su primera participación política fue en las elecciones generales de 1990 en las que fue candidato a diputado por La Libertad por el Movimiento de Bases Hayistas sin lograr la elección. Fue electo congresista constituyente en las elecciones constituyentes de 1992 por la alianza fujimorista Cambio 90 - Nueva Mayoría. Tentó su reelección como congresista en las elecciones generales de 1995 y 2001 siempre por el fujimorismo sin obtener la representación. Participó en las elecciones regionales del 2014 como candidato a presidente regional de La Libertad por el partido Perú Patria Segura sin obtener la representación.